# Carl Wilhelm von Sydow

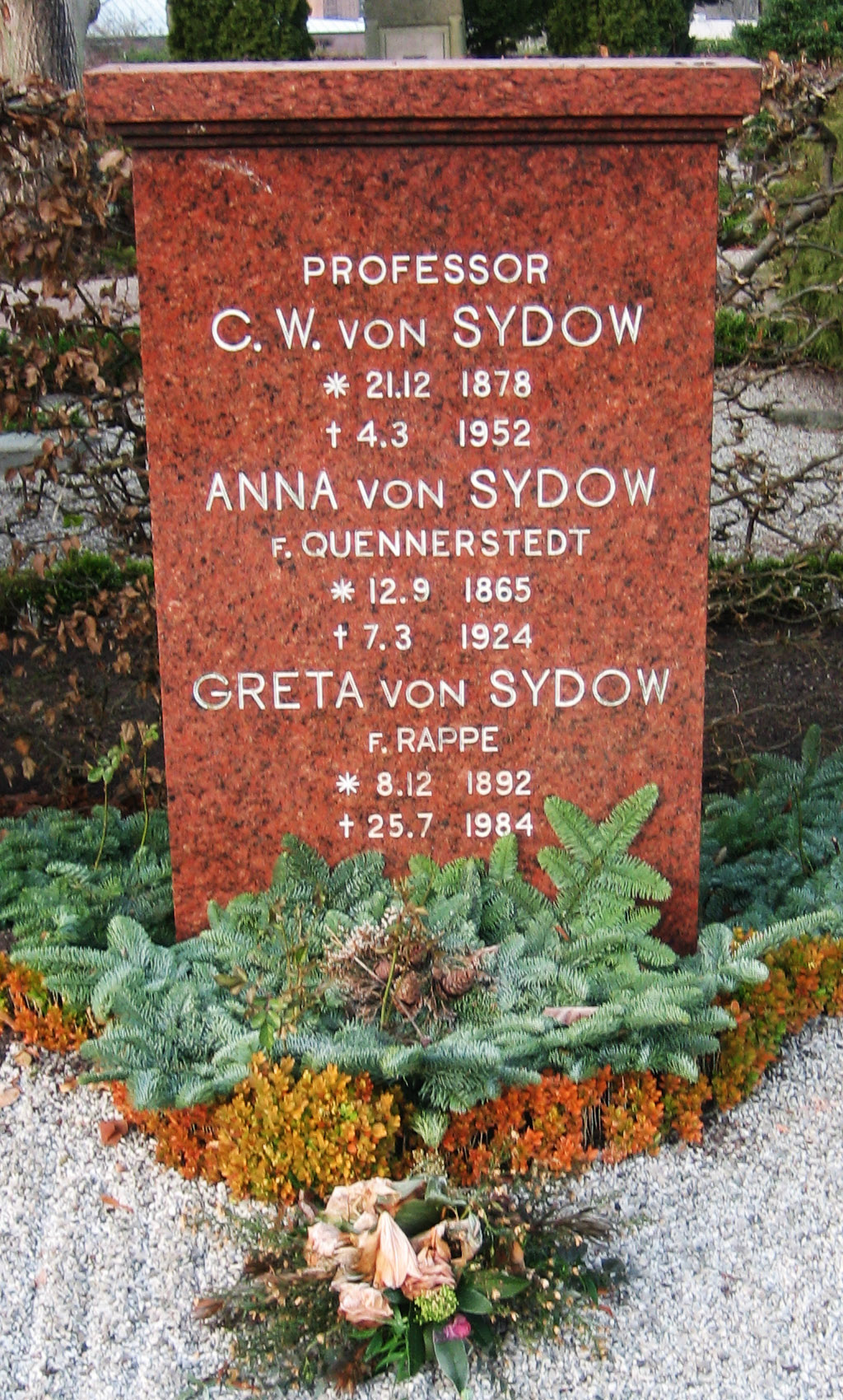
Carl Wilhelm von Sydows grav på Norra kyrkogården i Lund.

Carl Wilhelm von Sydow, född den 21 december 1878 i Ryssby församling, Kronobergs län, död den 4 mars 1952 i Lunds domkyrkoförsamling, Lund, var en svensk folklivsforskare.

## Biografi
Carl Wilhelm von Sydow var son till lantbruksskoleföreståndaren Ludvig von Sydow och friherrinnan Göthilda Rappe. Han avlade mogenhetsexamen i Växjö 1897 och skrevs in i Smålands nation vid Lunds universitet 1898. Han disputerade för filosofie doktorsgraden 1909 på avhandlingen Två spinnsagor och blev 1910 docent i nordisk och jämförande folkminnesforskning.
von Sydow var amanuens vid Konstmuseet respektive vid Historiska museet i Lund 1909–1910 samt vid universitetsbiblioteket 1910–1918. Han blev 1921 föreståndare för Hyltén-Cavallius' stiftelse för svensk folkminnesforskning. I sin vetenskapliga verksamhet anslöt han sig först till den danska folkminnesforskningen, sådan denna utbildats särskilt av Svend Grundtvig och Axel Olrik, men intog senare en självständig ställning. Med anledning av sina teorier och sin grundåskådning låg han i åtskillig polemik med vetenskapliga vedersakare. Han tilldelades professors namn 1939 och var innehavare av en personlig professur åren 1940–1944. Han grundade Folklivsarkivet i Lund och medverkade till bildandet av Vetenskapssocieteten i Lund.
von Sydow blev hedersledamot vid Kalmar nation i Lund 1928 och var stor beundrare av Lunds äldsta studentorden, Den Storaste Kroppkakan, för vilken han skrivit ett flertal sångtexter. Han var även en framträdande medlem av Riksföreningen Sverige-Tyskland.
Carl Wilhelm von Sydow gifte sig första gången 1906 med Anna Quennerstedt (1865–1924) och fick med henne en son: kapten Bertil von Sydow (1907–1972). I sitt andra äktenskap, vilket ingicks 1926 med friherrinnan Greta Rappe (1892–1984), blev han far till skådespelaren Max von Sydow. Carl Wilhelm von Sydows och hans båda hustrurs gravvård återfinns på Norra kyrkogården i Lund.